# 松浦ゴリエ
松浦 ゴリエ（まつうら ごりえ、1月29日 - ）とは、フジテレビのバラエティ番組『ワンナイR&R』でガレッジセールのゴリが女性に扮して演じていたキャラクター。
番組内ではゴリとは別人という設定であり、放送終了後もあくまで「ゴリとゴリエは別人という設定」を意識してキャラクターが作られている。所属レコード会社はR and C。
当初は苗字の設定がなかったが、松浦亜弥が妹役として登場したときに「松浦ゴリエ」という名前が使われ、デビュー曲『Mickey』では歌詞の中で自ら「松浦ゴリエ」と名乗っている。だがその後も苗字が省略され「ゴリエ」と表記されることが多い。
このキャラクターは「男性」が演じているためにバラエティではない「音楽番組」の『NHK紅白歌合戦』のような、厳粛を基準としていたものに対する出演には波紋が広がっている。その際、パンツを見せるなどして、司会のみのもんたに怒られた。

## 設定
- もんじゃろ学園中学校1年G組副担任[1]（クラス担任は浅見れいな） の教師 （担当教科は保健体育[1]）。ペコリ大学卒（初期設定では「ペコリ大学1回生[6]」）。
- 女子大生時代に始めたチアダンスが特技。川ちゃん (川田広樹) に恋するあまり、コロっと騙されて言うことを全て真に受け、搾取されている。くずと、自らが戦隊ヒーローに扮する「ゴリエレンジャー」のテーマ曲を歌ったこともある。だが、デビュー曲『Mickey』でのライバルはくずの2人。
- 好きな言葉も「川ちゃん」[1][2]。口癖は、「ペコリ。」「ヨ・ロ・コ・ビ〜。」「カナシミ〜。」「〜じゃろがい!」「な・ん・だ・な。」「ウィ。」「〜でござる。」
- 血液型A型、身長173cm（6尺ないくらい）[1][2]。
- 年齢は永遠の18.5歳（.5は「靴のサイズみたい」とのこと）。
- 体重はJリーガーと同じくらい[1]。
- 家族は父（サーカスの団員）・母（大原麗子）・妹（松浦亜弥）[3]。父は小学生の頃に多額の借金を残して逃亡、ゴリエは借金のカタに無理やりサーカス団に入団。（曰く昼は玉乗り、夜は団長のタマ乗り、休日は団員のタマ乗りとタマ磨き） 母は借金返済のため、1日7時間睡眠の働きづめで体を壊して亡くなったという噂だったが、ゴリエが母と別れて15年経ってから生きていることが分かった。妹は金持ちの家に引き取られ、何故か魔法が使える。
- 特技は玉乗り、玉転がし。主な攻撃手段としてはドロップキックを使う。
- 鉄棒にて肘で大車輪をすることができる。

## エピソード
- 『ワンナイR&R』内で、ゴリ以外でゴリエに扮したことがあるのは、岡村隆史（ナインティナイン）、藤本敏史（FUJIWARA）とワッキー（ペナルティ）。
  - ほか、2004年12月の『笑っていいとも!年忘れ特大号』のコーナー「ものまね歌合戦」では、勝俣州和と石原良純と乙葉（当時『笑っていいとも!』でガレッジセールと同じ曜日のレギュラーだった）の3人がゴリエに扮して『Mickey』を踊った。
- PV撮影のため渡米した際、移動する間もゴリエに扮していたため、現地の空港職員からも大受けだった。しかし金属探知機が作動し、ボディチェックをされる際に股間を指差し「I have a gun!」とジョークを飛ばした所、それまで笑顔であった屈強な空港職員の態度が一変し、瞬く間に組み敷かれ、厳重なボディチェックを受ける羽目になってしまった。
- 黒柳徹子はゴリがゴリエを扮しているとは知らず、ゴリとゴリエは別人だと思っていた（テレビ朝日系列『徹子の部屋』より）。ちなみに、後に徹子とゴリエの2人は、フジテレビ系列CHIMPAN NEWS CHANNELでも共演している。
- 2021年の復活後、ゴリはYouTubeで復活に当たる経緯と当時の収録事情を振り返っており「『ゴリとゴリエは別人という設定を（番組外及びロケ中でも）極力守るべき』『人前では女の子でいなければならない』というルールによって運用されており、ゴリエというキャラクターを演じる上ではゴリという芸人が見えるように振舞ってはならなかった」「ゴリという芸人に戻れたのはロケバスか楽屋の中くらいだった」「ロケの際もゴリエが男子トイレに入る姿をファンから見られてショックを受けられてしまった傍ら、女子トイレに入るわけにもいかなかったためロケ中はトイレにも行けなかったが、テレビ局のトイレは女性スタッフが取り囲んでくれた上で女子トイレを利用できた」「パンツの中にストッキングを詰め込み股間がもっこりとしないようにしなければならなかった」等の苦労があった事を明かしている[7]。2022年6月14日放送のフジテレビ『ポップUP!』でも、ゴリエのキャラクターを守るためのプロ意識を明かした。ゴリエが男子トイレに入る姿をファンから見られてショックを受けた話、『FNS歌謡祭』のリハーサルで中森明菜から声をかけられて一瞬素に戻りそうになった話、デスティニーズ・チャイルド、シンディ・ローパー、リアーナらと共演した際、スタッフが「日本で人気の女の子のキャラクター」と説明した手前、素でしゃべるわけにはいかなかった話、帰るときは楽屋からマネージャーなどと一緒に、誰がゴリエなのかわからないようにして出る話などを披露した[8]。

## 来歴
- ワンナイの前身、エブナイThursday時代から登場。当初は、エブナイチェック内のコギャルだった。その後「ワンナイ学園」の女子中学生(コギャル)として登場。ゴリエが主役のコントには、「ゴリエの合コンマニュアル」「ゴリエの恋愛マニュアル」「ゴリエの結婚マニュアル」や「ゴリエのヨロコビ!ライフ」、女性ゲストを招き恋愛トークやゴリエ度チェックを行う「ゴリエの恋のじゃろがい」等とタイトルがついていて、（2005年11月9日放送分より）「もんじゃろ学園物語」になり教師に着任。
- 2002年春頃、アルバイトで加茂プロデューサー（山口智充）の下で働いていた時、2002年3月27日放送の『ワンナイゴールデンSP』では、とんねるず扮するスタッフキャラクター、ダーイシ（石橋貴明）・小港部長（木梨憲武）に挨拶したことも。
- 雑誌『Popteen』（2003年2月号）で専属モデルとなる。その後、この雑誌で、正体を公表した。
- 2004年のワンナイR&R正月スペシャルの『忠すぃん蔵』（忠臣蔵のパロディ）で過去にタイムスリップした。そこで川ちゃんの先祖に出会うが、彼に出世のために殺害されてしまった。しかしその後、何事も無かったように生き返り、現代に戻った。どうやって生き返ったのかは不明。
- 同じように2004年8月のワンナイR&Rのコントで、事故死した上戸彩を生き返らせるために川ちゃんに騙されて自分の命を捧げて死んだことがある。しかしやはり何事も無かったように生き返った。
- 2003年11月22日放送のテレビドラマ「VICTORY!〜フットガールズの青春〜」（フジテレビ系列、妹役の松浦亜弥主演）のチアリーダー役（とはいえ、ほとんどエキストラ扱い）として出演。
- 2004年度のハワイ州オアフ島のマスコットガールに選ばれた[3]。チアダンス時のBGMは、ジャスミンやジョアンと歌う、オアフ島イメージソングの「Mickey」（2004年9月8日発売。1982年に全米No.1ヒットを記録したトニー・バジルのカバー）。オリコン2週連続1位[9]。
- 2004年11月、「ワンナイエンディングフェア」でAPのワンナ志賀直哉、ディレクターの神尾・小仲正重、ディレクター・チーフADの大村をバックダンサーに、台詞を変えて「Mickey」を熱唱。その中の1人の志賀を激励するため、2005年4月6日に放送された音楽祭「FNS志賀歌謡祭」をプロデュースした。
- 2005年4月、女性ファッション誌「CanCam」専属モデルに就任[3]。
- 2005年4月6日の「ワンナイR&R緊急生放送SP」より、チアダンス時のBGMがこれまでの「Mickey」に変わり、ベイ・シティ・ローラーズ「SATURDAY NIGHT」が使用されている。
  - また、2005年9月14日に「SATURDAY NIGHT」の替え歌でお台場冒険王2005イメージソングの「PECORI♥NIGHT」がくずのCDと同日発売され、くずとCD売り上げを競うことになったが、オリコン初登場順位は「PECORI♥NIGHT」が3位、くずの「その手で夢をつかみとれ!」が8位でゴリエに軍配が上がった[10]。
- 2005年6月、カリフォルニア州政府公認観光親善大使に[3]。ロサンゼルスの観光広告にも掲載され、アメリカでも知られるようになった。さらには「ゴリエと行くカリフォルニアツアー」の一環として行われた「世界一のカリフォルニアロール」がAP通信によって世界中に打電された。
- 2005年7月16日にお台場冒険王で催されたワンナイミュージカル「ゴリエの大冒険」の主役でもある（「ゴリエの大冒険」は、2005年7月28日と同日深夜に拡大版として「ニューカマーズ」枠で放送、2005年8月17日にフジテレビ721で完全版放送）。
- 2005年10月下旬から11月30日まで、ユニクロ「フリース」CMに出演。
- 2005年12月31日に放送された第56回NHK紅白歌合戦には紅組の一員として初出場した。この結果から、立川談志や、野末陳平、高橋ジョージ、各界のメディアから賛否両論の声が相次いだ。ワンナイ出演時には、ゴリエ曰く、「下手にやると取り消しにされる可能性がある」とのこと。また、歌を歌っているジョアンが13歳のため21時以降の出演ができずにエンディングに不参加であった。その後、『ワンナイ』で舞台裏を公表しているが、レギュラー出演者ではこのキャラクターだけである。
- 2006年1月20日、当時環境大臣の小池百合子からチーム・マイナス6%応援団長（チームNo.555）に任命された。
- 2006年に開催された「ゴリエ杯ダンス選手権」の2006年3月21日に行われた決勝戦審査員。
- 2006年3月17日放送のTBS系ドラマ『夜王』第10話に友情出演。
- 2006年5月5日放送の『徹子の部屋』にゲストとして出演。
- 2006年6月21日の『ワンナイ』1時間SPからリトル・ペギー・マーチの『I Will Follow Him』の替え歌の「恋のPECORI♥Lesson」のパイロット版プロモーションビデオを公開。
  - バックダンサーは、「全日本ゴリエ杯チアダンス選手権」で優勝した、「パワフルエンジェル」が担当。
  - オリコンデイリーチャート1位（2006年9月20日付）、ウィークリーチャート初登場5位(2006年9月25日付)。
- 2006年7月15日から、ハローキティとコラボレーションした「ゴリエキティ」が発売。なおハローキティは「恋のPECORI♥Lesson」のPVにも出演
- 2006年9月17日夜に国立代々木競技場第1体育館で行われた安室奈美恵のコンサートライブでYou're my sunshineの演奏中に「ヘッドスピン10回転」に挑戦（ゴリエは「もし、10回ヘッドスピンできなかったらゴリエを引退します」と周りが勝手に宣言しつつも）見事成功。「パワフルエンジェル」も同コンサートライブに出演した。同コンサートの模様は、2006年9月20日(「恋のPECORI♥Lesson」発売日)の「ワンナイR&R初の3時間SP」にて放送された。
- 2006年11月22日の放送で、2006年いっぱいでゴリエの放送は終了することが決定され、理由は「ゴリエに予算を使い過ぎたから」だと言われていたが、実際には番組自体が同年12月20日の放送を以って終了することによる措置である。

### 最後
- 上記にある通り、番組終了と同時に終期を迎える形となり、彼氏の川ちゃんに「ゴリエのフィナーレはゴリエと川ちゃんとの結婚式で締めよう」と伝えたが、実は川ちゃんはゴリエと出会う6年前にすでに結婚していてアキ（ほしのあき）という妻がおり、「（ゴリエに）言ってなかったっけ?」と口にしたものの、寝耳に水のゴリエはあまりのショックにその場を走り去って3年間もの間音信不通となった。
- 翌週の最終回でゴリエが北海道の小樽に居ることが分かり、恋しくなった川ちゃんはゴリエを探しに小樽に旅立った。そこで番組に登場した歴代のコントキャラとも遭遇した。＜川田の演じたキャラクターは一切登場していない＞
- ゴリエは旅行することで失恋したことを忘れようという目的もあって、たどり着いた居酒屋でマスターのジョージ（遠藤憲一）にその旨を話し、この居酒屋の女将として働いていた。一方川ちゃんは長旅の末ゴリエを見つけ出し、アキと離婚したことも話し「結婚しようか」とプロポーズする。一方のゴリエは心境が変化しておりジョージに肩を寄せていたが、実はジョージも既婚者であったことを知り失恋。改めて川ちゃんからのプロポーズを受けた。
- そして遂に念願の川ちゃんとの結婚を果たし、「ワンナイ」から生まれたコントキャラ・ユニット=くず（宮迫博之・山口智充）、Sせん（小池栄子）、おばあちゃん（蛍原徹）、病人（平畠啓史）、ミヤオ（ワッキー）、中田ヒデ（ヒデ）、パワフルエンジェルからの祝福を受け、番組のフィナーレを飾った。

### 復活
- 前述のようなエピソードでキャラクターは終了したが、2007年10月11日放送の『CHIMPAN NEWS CHANNELスペシャル』にゲスト出演し、一時的に復活した。
- 2021年2月25日、ゴリと宮迫のYouTubeでのコラボで実に15年ぶりとなるゴリエと轟の再会が実現。ゴリのチャンネルではゴリエによる轟へのドロップキックと3番勝負での対決[11]が、宮迫のチャンネルではゴリエによる逆さ大車輪のチャレンジ[12]がアップロードされた。また、ゴリエとしての再登場にあたっては当時のフジテレビのスタッフやワンナイのメイク担当が協力した。スタッフによると15年を経てもフジテレビにはゴリエの衣装やウィッグ等が保管されていたという。
- 2021年春『くらしのマーケット』新CMに出演。これは15年ぶりの地上波への登場になる[13]。youtubeでは当該のCMのメイキング映像とインタビューが公開されている。それによるとこのオファーはゴリやテレビ番組ではなくくらしのマーケット側から行われていたが、当時ゴリと川田は「15年前のコント番組のキャラクターへのオファーなどドッキリに決まっている」と疑い「ドッキリでした」と驚くフリまで撮影していたが本当にオファーが来ていてびっくりしたこと、また収録が始まってみれば基本的に「面白ければいい」というノリが強く半ばコント番組の収録現場のような雰囲気があったと楽しげに語っていた。反面撮影担当は収録後もカメラをずっと回し続けていたため、ゴリはゴリエを演じ続けなければならない状況であった。
- 2021年8月27日放送の『新しいカギ3時間スペシャル』に丸山礼を娘役として出演し、15年ぶりにコント番組に登場した[14]。
- 2021年12月31日、日本武道館で開催の『ももいろ歌合戦』（BS日テレ・ニッポン放送・ABEMAほかが生中継）へ初出場した。
- 2022年1月3日、東京ドームで開催の『アメリカンフットボール日本選手権 プルデンシャル生命杯 第75回ライスボウル』のハーフタイムショーにゲスト出演し、Xリーグチアリーダー150人とともに『PECORI♥NIGHT』を歌って踊った[15]。
- 2022年4月16日0時55分、冠番組『ゴリエと申します。』放送開始[16]（同年6月25日までの1クール[17]）。
- 2022年6月8日、『恋のPecori♥Lesson』以来、16年ぶりとなる新曲『若いってすばらしい／私のママは2個結び』の2曲を両A面シングルとしてにリリース。同日MV公開[18]。『若いってすばらしい』は1966年に槇みちるがリリースした楽曲のカバーである。『私のママは2個結び』はゴリエ自らが作詞したオリジナル曲。なお、音楽活動においては、『ゴリエと申します。』で共演している丸山礼、俳優の桜井美里の3人でのユニット、Gorie with Rei＆Misato名義で行う[19][20]。
- 2023年1月11日よりフジテレビお昼の新番組「ぽかぽか」の水曜日レギュラーに就任。

## 出演

### NHK紅白歌合戦出場歴
| 年度   | 放送回 | 回 | 曲目         | 出演順 | 対戦相手 | 備考               |
| ------ | ------ | -- | ------------ | ------ | -------- | ------------------ |
| 2005年 | 第56回 | 初 | Pecori♥Night | 18/29  | WaT      | ゴリエ名義で出演。 |

## 作品

### シングル
|     | 発売日        | タイトル                             | 規格品番 | 収録曲 | 備考                                                          |
| --- | ------------- | ------------------------------------ | --- | --- | ------------------------------------------------------------- |
| 1st | 2004年9月8日  | Mickey                               | YRCN-10057:初回生産限定盤 YRCN-10060:通常盤                                                                            | | オリコン最高1位 2004年年間10位、2005年年間196位               |
| 2nd | 2005年9月14日 | Pecori♥Night                         | YRCN-10116 | 1. PECORI♥NIGHT [2:35] 【作詞:ゴリエ美化委員会/作曲:BILL MARTIN,Philip Coulter/編曲:Yu Takami】 2. ヨロコビLOVE@GORIE [2:43] 【作詞作曲:ゴリエ美化委員会/編曲:Yu Takami】 3. PECORI♥NIGHT (instrumental) [2:35] 4. ヨロコビLOVE@GORIE (instrumental) [2:43] DVD 1. PECORI♥NIGHT (ゴリエ in California PV)                                                 | オリコン最高3位、登場回数53回 2005年年間48位、2006年年間223位 |
| 3rd | 2006年9月20日 | 恋のPecori♥Lesson                    | YRCN-10167:初回生産限定盤A YRCN-10168:初回生産限定盤B YRCN-10169:初回生産限定盤C YRCN-10171:通常盤A YRCN-10172:通常盤B | 1. 恋のPecori♥Lesson [3:06] 【作詞:ゴリエ美化委員会/作曲:J.W.STOLE,Del ROMA】 2. 恋のPecori♥Lesson(Dance ver.) [2:02] 3. ゴリエのテーマ2006 [2:09] 【作詞作曲:ゴリエ美化委員会】 通常盤A 初回生産限定盤ABC DVD 1. 「恋のPecori♥Lesson」America ver. 2. 「恋のPecori♥Lesson」ダンスお勉強ver. 通常盤B DVD 1. 「恋のPecori♥Lesson」ハローキティ コラボ ver. | オリコン最高5位、登場回数14回 2006年年間161位                 |
| 4th | 2022年6月8日  | 若いってすばらしい/私のママは2個結び | YRCN-90330 | 1. 若いってすばらしい [2:33]【作詞：安井かずみ/作曲：宮川泰】 2. 私のママは2個結び [3:08]【作詞：ゴリ/作曲：マンモーニ拓磨】 |                                                               |

※「Mickey」・「Pecori♥Night」はGorie with Jasmine & Joann名義で発売、「恋のPecori♥Lesson」はGorie単独名義で発売。

※「若いってすばらしい/私のママは2個結び」はGorie with Rei & Misato名義で発売。

### 映像作品
- ワンナイ スーパーライブ in パシフィコ横浜 2004
2004年9月8日に行われたイベントの模様を収録。

（くず&Gorie&ワンナイオールキャラクターズ名義）